# Robert Frasco
Robert Frasco (...) è un ex giocatore di football americano statunitense di ruolo quarterback. Al college ha giocato a football alla San Jose State University; selezionato al Territorial Draft dagli Oakland Invaders della USFL nel 1985, decise invece di firmare come undrafted free agent nel roster pre-stagionale degli Oakland Raiders. Nel 1987 fu inserito nello strike roster dei Los Angeles Rams. Passò successivamente a giocare nel campionato italiano, prima con i Frogs Legnano, poi con i Phoenix San Lazzaro, in seguito con i Lions Bergamo e infine con i Falcons Milano.

## Statistiche
|                                                |                                                |      | Passing | Passing | Passing | Passing | Passing | Passing | Passing     | Rushing | Rushing    | Rushing        | Rushing |
| Stagione                                       | Stagione                                       | G    | Att     | Com     | Int     | Pct.    | Yd      | TD      | NCAA rating | Att     | Yd Portate | Yd Per portata | TD      |
| ---------------------------------------------- | ---------------------------------------------- | ---- | ------- | ------- | ------- | ------- | ------- | ------- | ----------- | ------- | ---------- | -------------- | ------- |
| ?-1978                                         | CIF                                            | ?    | ?       | ?       | ?       | ?       | ?       | ?       | ?           | ?       | ?          | ?              | ?       |
| Totale high school (El Modena Vanguards)       | Totale high school (El Modena Vanguards)       | ?    | ?       | 196+?   | 15+?    | ?       | 2247+?  | 14+?    | ?           | ?       | ?          | ?              | ?       |
| 1979                                           |                                                | ?    | ?       | ?       | ?       | ?       | ?       | ?       | ?           | ?       | ?          | ?              | ?       |
| Totale junior college (Santa Ana College Dons) | Totale junior college (Santa Ana College Dons) | ?    | ?       | ?       | ?       | ?       | ?       | ?       | ?           | ?       | ?          | ?              | ?       |
| 1980                                           | PCAA                                           | ?    | ?       | ?       | ?       | ?       | ?       | ?       | ?           | ?       | ?          | ?              | ?       |
| 1981                                           | PCAA                                           | ?    | ?       | ?       | ?       | ?       | ?       | ?       | ?           | ?       | ?          | ?              | ?       |
| 1982                                           | PCAA                                           | ?    | ?       | ?       | ?       | ?       | ?       | ?       | ?           | ?       | ?          | ?              | ?       |
| 1983                                           | PCAA                                           | 11   | 124     | 65      | 1       | 52.4    | 721     | 3       | 107.6       | 30      | 113        | 3.8            | 3       |
| 1984                                           | PCAA                                           | 11   | 387     | 221     | 11      | 57.1    | 2688    | 20      | 126.8       | 98      | 118        | 1.2            | 4       |
| Totale college (San Jose State Spartans)       | Totale college (San Jose State Spartans)       | 22+? | 511+?   | 286+?   | 12+?    | ?       | 3409+?  | 23+?    | ?           | 128+?   | 231+?      | ?              | 7+?     |
| Totale college                                 | Totale college                                 | 22+? | 511+?   | 286+?   | 12+?    | ?       | 3409+?  | 23+?    | ?           | 128+?   | 231+?      | ?              | 7+?     |
| Totale giovanili                               | Totale giovanili                               | 22+? | 511+?   | 286+?   | 12+?    | ?       | 3409+?  | 23+?    | ?           | 128+?   | 231+?      | ?              | 7+?     |
| 1987                                           | A                                              | ?    | ?       | ?       | ?       | ?       | ?       | 14      | ?           | ?       | ?          | ?              | 3       |
| 1988                                           | A1                                             | ?    | ?       | ?       | ?       | ?       | ?       | ?       | ?           | ?       | ?          | ?              | ?       |
| 1989                                           | A1                                             | ?    | ?       | ?       | ?       | ?       | ?       | ?       | ?           | ?       | ?          | ?              | ?       |
| 1989                                           | EFL                                            | ?    | ?       | ?       | ?       | ?       | ?       | ?       | ?           | ?       | ?          | ?              | ?       |
| Totale Frogs Legnano                           | Totale Frogs Legnano                           | ?    | ?       | ?       | ?       | ?       | ?       | ?       | ?           | ?       | ?          | ?              | ?       |
| 1991                                           | A1                                             | ?    | ?       | ?       | ?       | ?       | ?       | ?       | ?           | ?       | ?          | ?              | ?       |
| Totale Phoenix San Lazzaro                     | Totale Phoenix San Lazzaro                     | ?    | ?       | ?       | ?       | ?       | ?       | ?       | ?           | ?       | ?          | ?              | ?       |
| 1995                                           | AFLE                                           | ?    | ?       | ?       | ?       | ?       | ?       | ?       | ?           | ?       | ?          | ?              | ?       |
| Totale Lions Bergamo                           | Totale Lions Bergamo                           | ?    | ?       | ?       | ?       | ?       | ?       | ?       | ?           | ?       | ?          | ?              | ?       |
| 2000                                           | GL                                             | ?    | ?       | ?       | ?       | ?       | ?       | ?       | ?           | ?       | ?          | ?              | ?       |
| Totale Falcons Milano                          | Totale Falcons Milano                          | ?    | ?       | ?       | ?       | ?       | ?       | ?       | ?           | ?       | ?          | ?              | ?       |
| Totale squadre maggiori                        | Totale squadre maggiori                        | ?    | ?       | ?       | ?       | ?       | ?       | ?       | ?           | ?       | ?          | ?              | ?       |
| Totale                                         | Totale                                         | 22+? | 511+?   | 286+?   | 12+?    | ?       | 3409+?  | 23+?    | ?           | 128+?   | 231+?      | ?              | 7+?     |

## Vittorie e premi

### Di squadra
- 1 Eurobowl (1989)
- 3 Superbowl italiani (1987, 1988, 1989)
- 1 CIF Championship (El Modena Vanguards, 1978)
- 1 PCAA (1981)

### Personali
- 1 All-American (al Santa Ana College)
- 3 MVP del Superbowl italiano (1987, 1988, 1989)
- Indotto nella FIDAF Hall of Fame nel 2017